# Sodipodi
Sodipodi — відкритий векторний графічний редактор, який розроблявся до 2004 року та є попередником популярної розроблюваної нині програми Inkscape.

## Розробка
«Sodipodi» почалась як відгалудження (форк) ще старішого векторного графічного редактора «Gill», який розроблявся нідерландським програмістом Ральфом Левіеном. Основним розробником «Sodipodi» був естонський програміст Лауріс Каплінскі, але деякі інші люди також зробили внесок до проєкту. Програма більше не розробляється і не підтримується, оскільки її замінив інший векторний графічний редактор «Inkscape», який є відгалудженням «Sodipodi», створеним в 2003 році чотирма його членами команди розробників.
Слово "Sodipodi" дитячою розмовною естонською мовою означає "мішанина" або "всяка всячина".
Основною метою «Sodipodi» було створення зручного редактора векторної графіки та інструмента малювання для художників. Хоч програма і використовувала SVG як основний формат файлу (включно з деякими розширеннями для збереження метаданих), в ньому не планувалося повністю імплементувати стандарт SVG. В «Sodipodi» є можливість імпортувати та експортувати дані в простий SVG, але також є можливість експортувати растрову графіку у форматі PNG. Користувацький інтерфейс «Sodipodi» яквляє собою CSDI (Controlled Single Document Interface), подібний до інтерфейсу програми «GIMP».
Редактор «Sodipodi» розроблявся для операційних систем Linux та Microsoft Windows. Останньою випущеною версією є 0.34, яка була опублікована 11 лютого 2004 року. Програма публікувалась під вільною ліцензією GNU General Public License.

## Похідні
«Sodipodi» створило колекцію векторного кліп-арту з символами та прапорами з усього світу. Ця робота надихнула створення Відкритої бібліотеки кліпартів (англ. Open Clip Art Library).
Векторний редактор «Inkscape» був створений як відгалудження «Sodipodi» в 2003 році групою колишніх розробників «Sodipodi», для різних цілей, включно із переробленням інтерфейсу та більшою сумісністю зі стандартом SVG.